# Plexauridae
Plexauridae är en familj av koralldjur. Enligt Catalogue of Life ingår Plexauridae i ordningen Alcyonacea, klassen Anthozoa, fylumet nässeldjur och riket djur, men enligt Dyntaxa är tillhörigheten istället ordningen hornkoraller, klassen Octocorallia, fylumet nässeldjur och riket djur. Enligt Catalogue of Life omfattar familjen Plexauridae 512 arter. 

## Bildgalleri

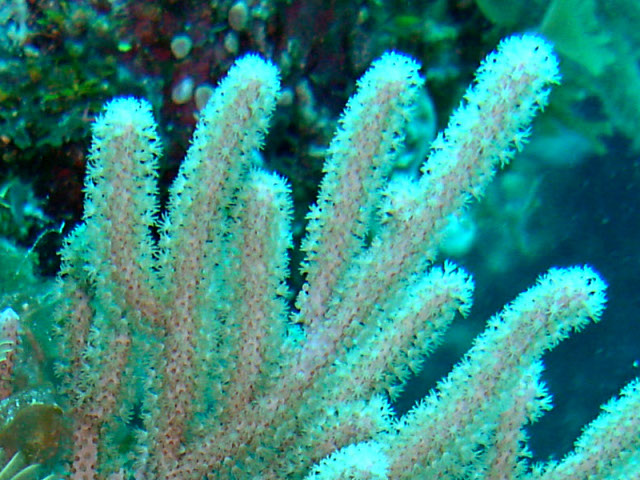
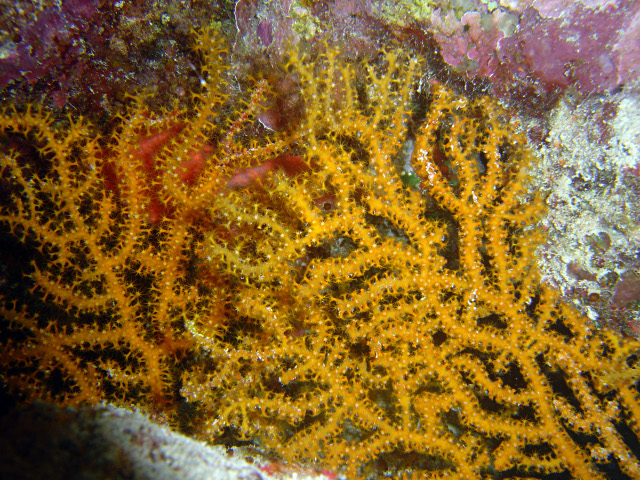

## Dottertaxa till Plexauridae, i alfabetisk ordning[1][2]
- Acanthomuricea
- Alaskagorgia
- Anthomuricea
- Anthoplexaura
- Astrogorgia
- Astromuricea
- Bebryce
- Caliacis
- Cryogorgia
- Dentomuricea
- Echinogorgia
- Echinomuricea
- Elasmogorgia
- Eunicea
- Euplexaura
- Heterogorgia
- Hypnogorgia
- Lapidogorgia
- Lepidomuricea
- Lytreia
- Menacella
- Menella
- Mesogligorgia
- Muricea
- Muriceides
- Muriceopsis
- Paracis
- Paramuricea
- Paraplexaura
- Placogorgia
- Plexaura
- Plexaurella
- Psammogorgia
- Pseudoplexaura
- Scleracis
- Spinimuricea
- Swiftia
- Thesea
- Trimuricea
- Villogorgia